# Златопоясничная амадина
Златопоясничная амадина (лат. Lonchura kelaarti) — птица семейства вьюрковых ткачиков отряда воробьинообразных.

## Внешний вид
Длина птиц 12 см. Вид включает в себя три географические формы. Птицы незначительно отличаются окраской оперения нижней части тела. Верхняя часть тела у них коричневая со светлыми штрихами-пестринами, верх головы темнее. Верхние кроющие хвоста блестящие жёлто-оранжевые. Лоб, сторона головы, горло и зоб до верхней части груди почти чёрные. Вся остальная нижняя часть тела от жёлто-коричневого до охристо-красного цвета. Рулевые чёрные. Радужка коричневая, надклювье почти чёрное, подклювье серо-голубое, ноги серые.
У птиц одной формы нижняя часть корпуса светло-коричневая с чёрными поперечными полосками, на надхвостье имеется белое пятно. У птиц другой формы — нижняя часть тела тёмно-красно-охристая без поперечных полосок. Птицы третьей формы имеют желтовато-коричневый цвет оперения нижней части тела.

## Распространение
Обитают в Шри-Ланке (первые две формы) и на юге Индии.

## Образ жизни
Живут уединённо в высоких горах на лесных полянах, просеках и на опушках лесов.

## Размножение
Самка откладывает 3-8 белых яиц. Птенцы появляются через 16-17 дней.